# Chất rắn vô định hình
Chất rắn vô định hình là chất rắn ở trạng thái vật chất không cấu tạo từ tinh thể, hay tổng quát là các phân tử hay nguyên tử trong chất này không nằm ở các vị trí có trật tự diện rộng. Cấu trúc vô định hình là cấu trúc trật tự gần.
Các chất rắn vô định hình thông thường được sản xuất khi một chất lỏng đủ độ nhớt bị làm lạnh rất nhanh, vì thế không có đủ thời gian để các mắt lưới tinh thể thông thường có thể tạo thành.
Chất rắn vô định hình có tính đẳng hướng

## Ví dụ
Một ví dụ đơn giản là khi đường bị đun chảy và làm lạnh nhanh bằng cách đưa đường nóng chảy vào bề mặt của một vật lạnh. Kết quả thu được là một chất rắn vô định hình, mà không phải dạng tinh thể như đường nguyên thủy.
Theo những nghiên cứu gần đây, chất rắn vô định hình cũng có dạng tinh thể! Nhưng những tinh thể này quá bé, không thể nhìn thấy được kể cả dưới kính hiển vi.

## Ứng dụng
Các chất rắn vô định hình như thủy tinh, các loại nhựa, cao su... đã được dùng phổ biến trong các ngành công nghiệp khác nhau vì chúng dễ tạo hình, không bị rỉ, không bị ăn mòn, giá thành rẻ. Ngoài ra lưu huỳnh có thể tồn tại ở dạng tinh thể hoặc vô định hình.